# Honschaft Garschagen
Die Honschaft Garschagen war im Mittelalter und der Neuzeit eine der fünf Honschaften im Kirchspiel Lüttringhausen im bergischen Amt Beyenburg.
Sie wurde Mitte des 16. Jahrhunderts als Honschaft erstmals genannt. Ursprung und Mittelpunkt ist die gleichnamige Höfegruppe in Garschagen gewesen, noch heute als Ober-, Mittel- und Untergarschagen bekannt. In der gesamten Honschaft soll es der Überlieferung nach im Jahre 1602 insgesamt 19 Höfe und Kotten gegeben haben.

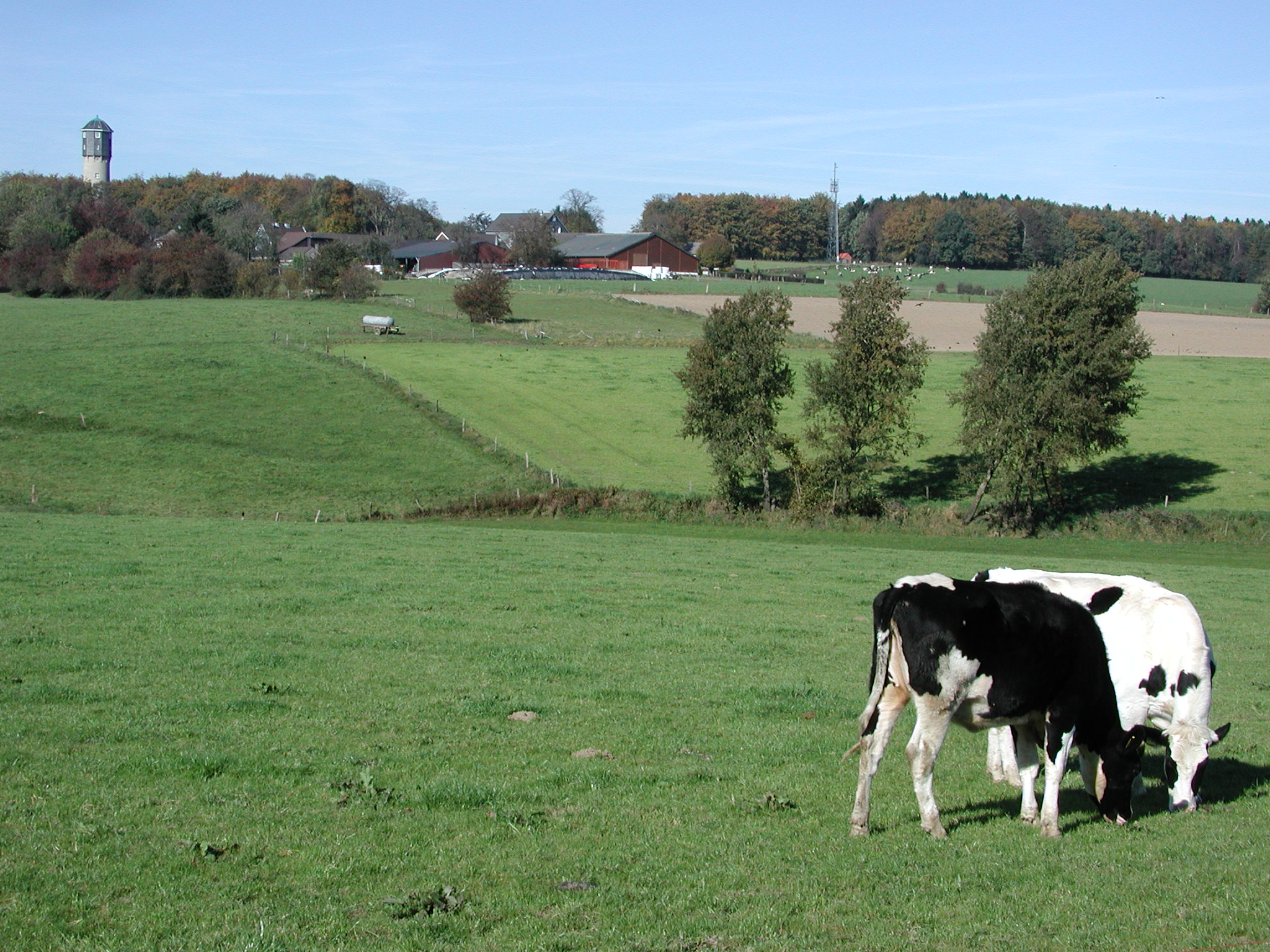
Blick von Ober- nach Mittelgarschagen

Eine weitere Zählung im Herzogtum ergab 1797 98 Einwohner, 79 Feuerstätten, 12 Pferde, 245 Ochsen und Kühe. Das Hofgericht in Garschagen soll mündlichen Überlieferungen zufolge in Mittelgarschagen getagt haben.
Zu den Höfen, Kotten und Wohnplätzen in der Honschaft zählten zwischen 1547 und dem 18. Jahrhundert Obergarschagen, Mittelgarschagen und Untergarschagen in der heutigen Garschager Heide, sowie Böhlefeld, Cluse, Düring, Frielinghausen, Grabershammer, Hastberg, Herbringhausen, Kreuzmühle, Luckhausen, Oberste Laaken, Olpe, Rosental, Sieperhof, Unterste Laaken, Wefelpütt und  Windgassen.
Im Jahr 1797 wurden für die Honschaft 98 Einwohner, 79 Feuerstätten, 980 bergische Morgen Ackerland, 145 berg. Morgen Wiesen, 1.236 berg. Morgen Wald, sowie zwölf Pferde und 245 Ochsen und Kühe verzeichnet.
Die Honschaft überstand die kommunale Neuordnung im Großherzogtum Berg unter französischer Verwaltung ab 1806, wurde von dieser aber nach Auflösung der bergischen Ämter der neu gegründeten Munizipalität bzw. Mairie Lüttringhausen zugewiesen. Nach Abzug der Franzosen aus dem Rheinbundstaaten 1813 nach der Niederlage in der Völkerschlacht von Leipzig wurde unter Preußen die Honschaft 1815 der Bürgermeisterei Lüttringhausen im Kreis Lennep zugeordnet, die in direkter Nachfolge der Mairie stand.
Bis 1832 kamen laut der Statistik und Topographie des Regierungsbezirks Düsseldorf noch die Wohnplätze Herbringhauserbach und Hordenbachskotten hinzu.
Laut der Statistik besaß die Honschaft 1832 eine Einwohnerzahl von 771, die sich in 70 katholische und 701 evangelische Gemeindemitglieder aufteilten. Die Wohnplätze der Honschaft umfassten zusammen 95 Wohnhäuser, fünf Fabriken hzw. Mühlen, 78 landwirtschaftliche Gebäude und ein öffentliches Gebäude, die Schule.
Bis 1929 gehörte das Gebiet der Honschaft Garschagen zur Bürgermeisterei Lüttringhausen und wurde dann auf die Städte Remscheid und Wuppertal aufgeteilt. Der Kernbereich der Honschaft ist heute der Remscheider Stadtteil Garschagen. 